# Stellsteinreihe

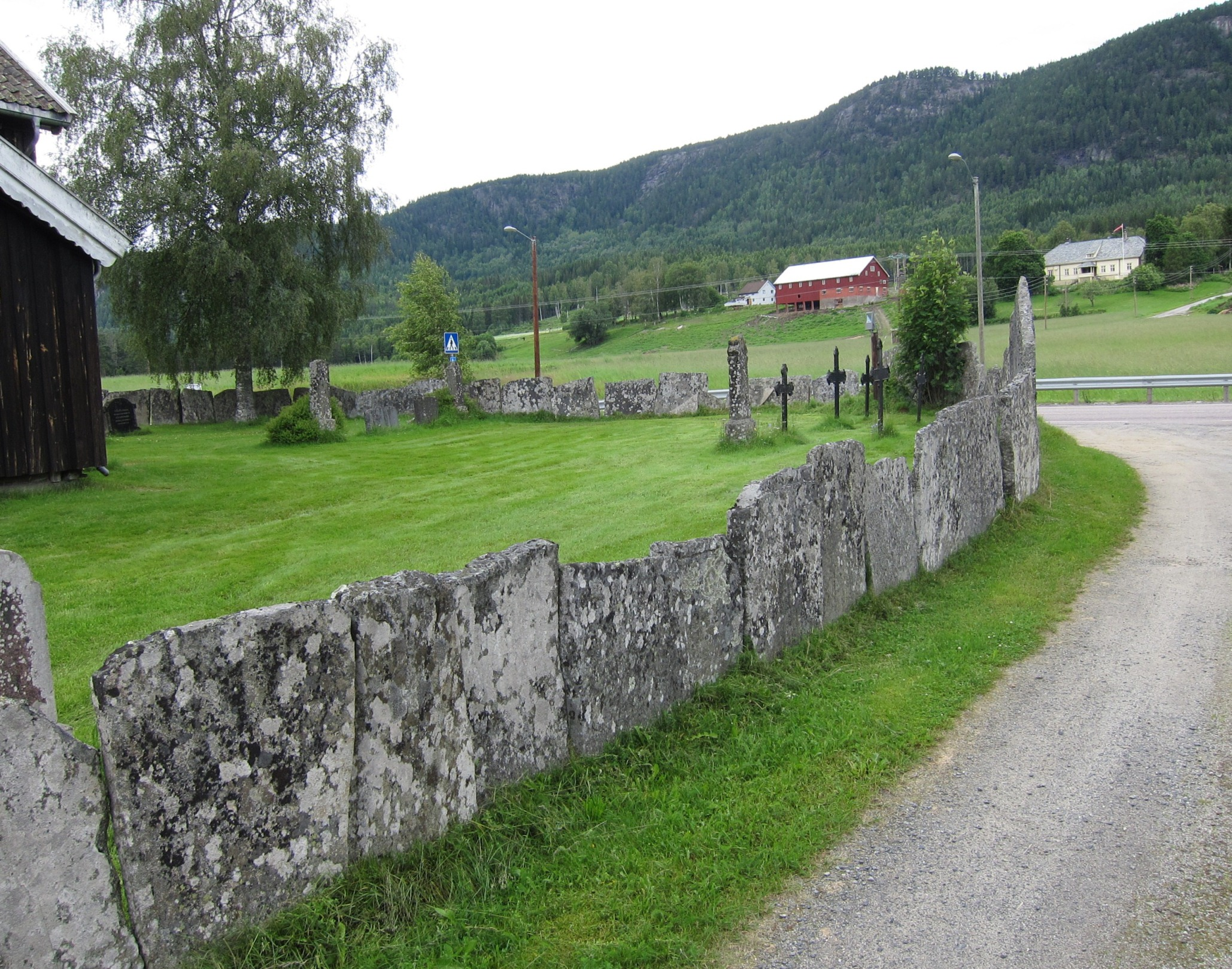
Stellsteinreihe in Flesberg - Norwegen

Eine Stellsteinreihe ist eine vor allem im südöstlichen Odenwald aber auch in den Gemeinden Botmeur, Névez und Trégunc in der Cornouaille im Département Finistère in Frankreich (französisch Men zao), (bretonisch Mein Zao) und Norwegen (norwegisch steingjerde) zu finden sind.
Dabei handelt es sich um einzigartige architektonische Elemente, die in Frankreich seit 1993 vom Umweltministerium mit dem Label „Landschaft der Rückeroberung“ geschützt werden (anderswo verbreitete historische Art der Einfriedung von Huben sowie Haus- und Bauerngärten). Aufrecht in den Boden gestellte Sandstein- oder Schieferplatten (bis zu 2,7 m hoch, 0,3 bis 0,5 m breit und 0,2 bis 0,25 m dick), längs von Wegen und Grundstücksgrenzen verhindern, dass Tiere eindringen und Schäden verursachen. Manchmal dienten Stellsteine dazu, Fußwege zu begrenzen und die Nutzer vom Abkürzen über private Grundstücke abzuhalten. Monolithischen Platten werden auch in der Dauphiné verwendet.
Einige der im Odenwald erhaltenen Stellsteinreihen, z. B. die Stellsteinreihe in Ober-Hainbrunn und solche in Bad König, Beerfelden, Erbach, Sensbachtal und anderen Orten, stehen als Kulturdenkmale unter Denkmalschutz.

Stellsteinreihen
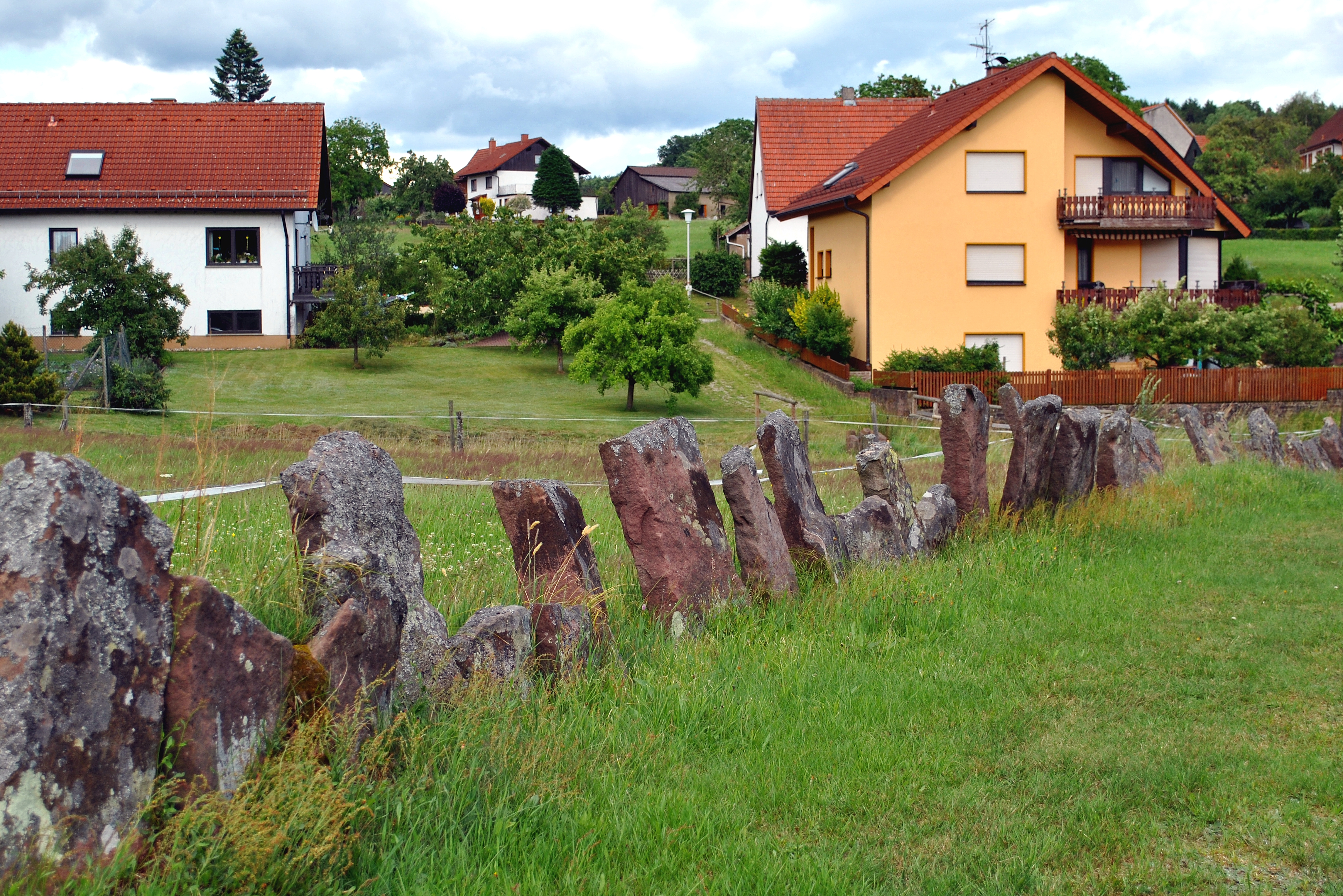
Hesselbach
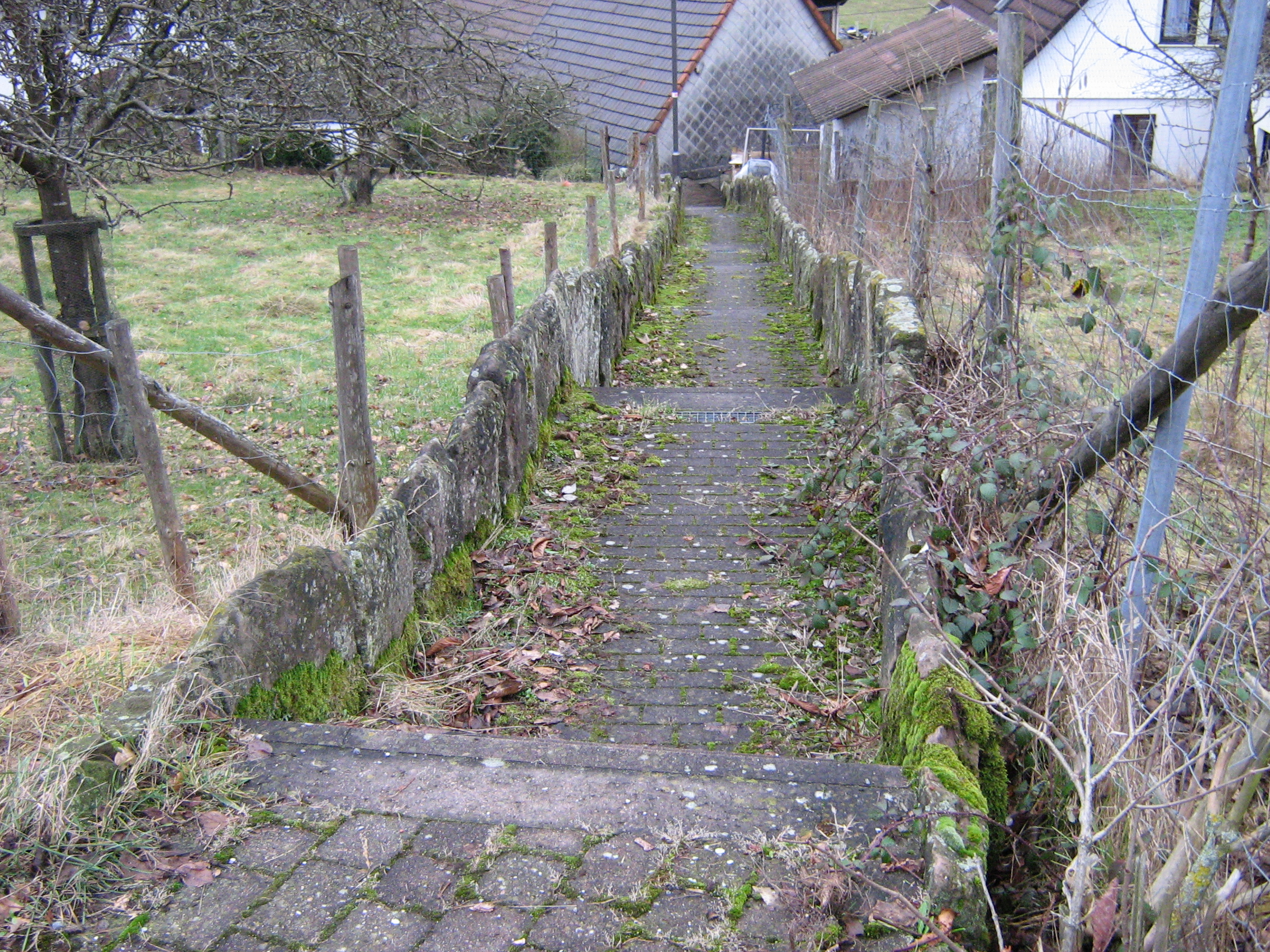
Ober-Hainbrunn
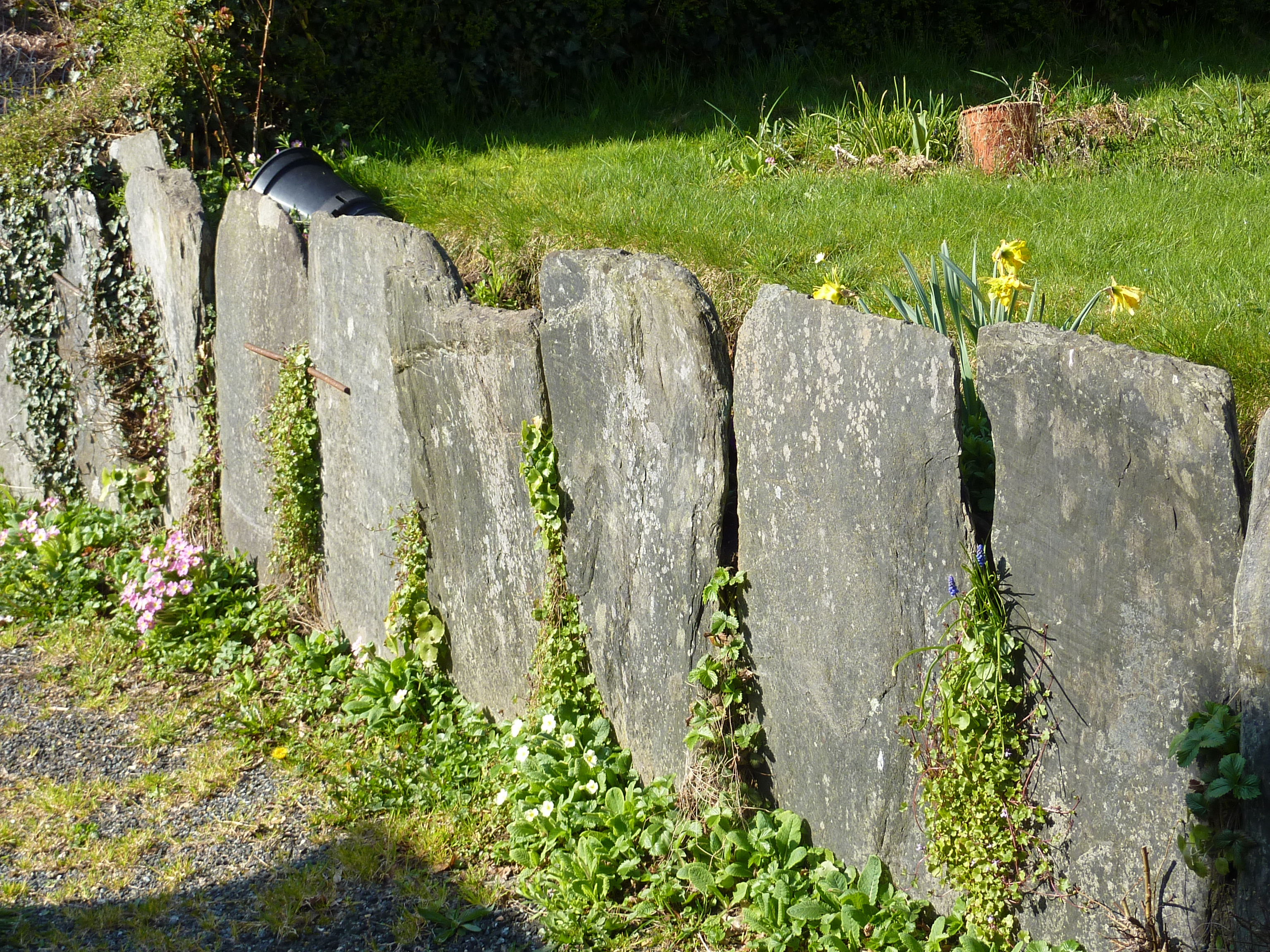
Botmeur – Bretagne
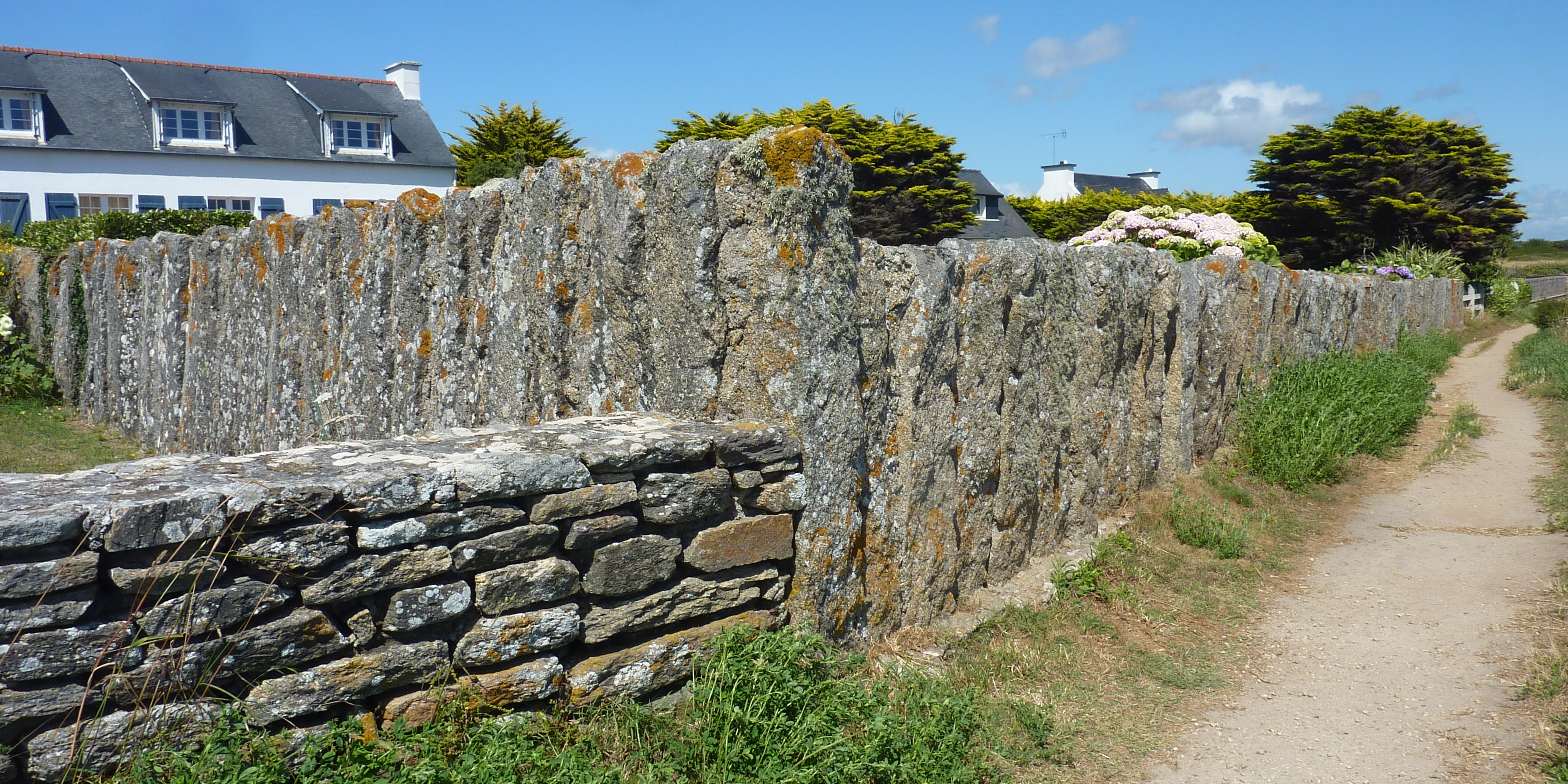
Névez – Bretagne
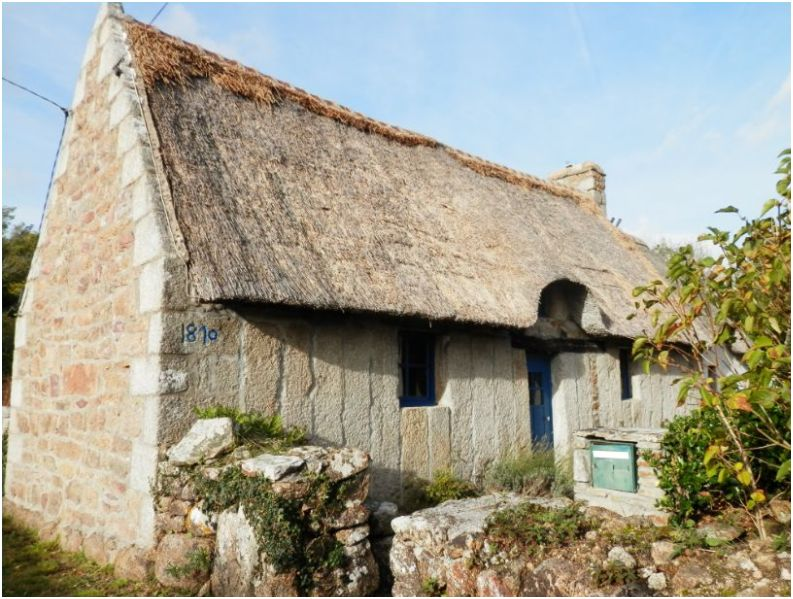
Fischerhaus Penty Men zao
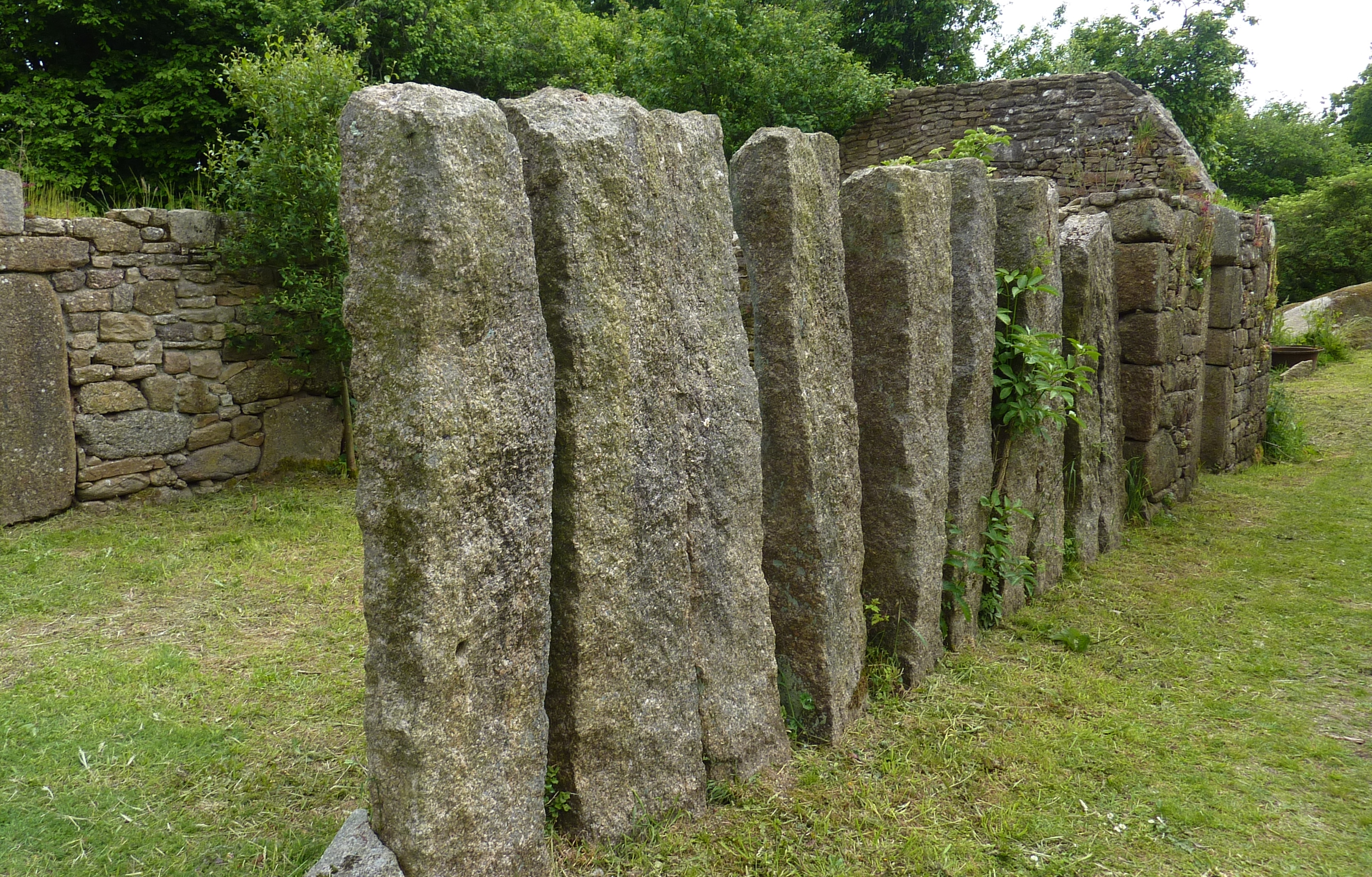
Saint-Antoine – Bretagne